# مرض نيجاتا ميناماتا
مرض نيجاتا ميناماتا Niigata Minamata disease (新潟水俣病 Niigata Minamata-byō) هو عبارة عن متلازمة عصبية تحدث نتيجة تسمم الزئبق الحاد. وقد تطابقت أعراض هذا المرض مع التفشي الأول لمرض ميناماتا في محافظة كوماموتو، ومن ثم أطلق على التفشي الثاني الذي حدث في محافظة نيجاتا عام 1965 نفس الاسم. وحدث هذا المرض نتيجة لتسمم الزئبق الحاد الناتج عن وجود ميثيل الزئبق في المياه العادمة التي تصدر عن إنتاج الأسيتالدهيد (حيث يتم إنتاجه عن طريق استخدام كبريتيد الزئبق كعامل مساعد) في مصنع الكيماويات التابع لشركة شوا للكهرباء في قرية كانوس. وقد تم إطلاق هذا المركب عالي السمية بدون معالجة في نهر أغانو حيث تراكم أحيائيًا بشكل متصاعد في السلسلة الغذائية، مما أدى إلى تلويث الأسماك. وعندما أكل السكان المحليون هذه الأسماك، ظهرت عليهم أعراض من بينها الترنح وتنميل في اليدين والقدمين وضعف في العضلات بشكل عام وضيق في مجال الرؤية وتلف في السمع والنطق.
وبلغ العدد المعتمد للمرضى الذين أصيبوا بمرض نيجاتا ميناماتا في حوض نهر أغانو 690 شخصًا.
وكان تفشي المرض في محافظة نيجاتا هو التفشي الثاني المُسجَّل في اليابان وحدث في حوض نهر أغانو] المنخفض، ومن ثم يُطلق عليه أحيانا اسم Second Minamata disease (第二水俣病 Dai-ni Minamata-byō) أو Agano River Organic Mercury Poisoning (阿賀野川有機水銀中毒 Agano-gawa Yūki-suigin Chūdoku). ويعد هذا المرض أحد الأمراض الأربعة الرئيسية الناتجة عن التلوث في اليابان.

## معلومات تاريخية

### الاكتشاف
تم اكتشاف التفشي الثاني لمرض ميناماتا في محافظة نيجاتا بطريقة مشابهة جدًا لاكتشاف التفشي الأول للمرض في محافظة كوماموتو. ومن خريف عام 1964 إلى ربيع عام 1965، ظهرت على القطط التي تعيش على طول ضفاف نهر أغانو أعراض الجنون وماتت: «...كانت إحدى القطط تركض باتجاه موقد طهي صغير مصنوع من الطين وبه فحم محترق. وعندما لفظت القطة آخر أنفاسها، كان بؤبؤ عينيها متسعًا وكانت تفرز اللعاب وتتشنج وتصدر أصواتًا غريبة». وفي نهاية المطاف، بدأت هذه الأعراض الغريبة في الظهور على البشر أيضًا. وقد قام البروفيسور تاداو تسوباكي من جامعة نيجاتا بفحص اثنين من المصابين في شهريّ أبريل ومايو عام 1965، واشتبه في إصابتهم بمرض ميناماتا. وأظهر فحص شعرة من أحد المرضى أن مستوى الزئبق فيها 390 جزءًا من المليون. وفي الحادي والثلاثين من مايو، أبلغ البروفيسور تسوباكي حكومة المحافظة بتفشي تسمم الزئبق العضوي في حوض نهر أغانو، وأعلن عن النتائج التي توصل إليها في الثاني عشر من يونيو.

### الاستقصاء
طوال الوقت من عام 1965 إلى عام 1966، قام الباحثون من الفريق البحثي (الذي كان قد تكوَّن لاستقصاء التفشي الأول للمرض) التابع لجامعة كوماموتو جنبًا إلى جنب مع الدكتور هاجيمي هوسوكاوا (المدير السابق لمستشفى تشيسو) بالاستفادة من تجربتهم السابقة المهمة مع تفشي مرض ميناماتا وطبقوها على تفشي المرض في نيجاتا. وقد تمت الاستفادة بالعديد من الدروس المستخصلة من ميناماتا وصار استقصاء سبب تفشي المرض يتم بشكل أكثر سلاسة في نيجاتا عما كان عليه في المرة الأولى. وتعاونت حكومة المحافظة وجامعة نيجاتا والمنظمات المدنية والسكان المحليون وعملوا معًا سعيًا وراء الكشف عن سبب تفشي المرض. وفي مارس من عام 1966، أفادت التقارير بأنه يُشتبه أن تكون المياه العادمة الخارجة من المصنع هي مصدر التلوث. وفي سبتمبر، أعلنت وزارة الصحة والرعاية الاجتماعية أنها قد اكتشفت وجود ميثيل الزئبق في الطحالب الموجودة عند منفذ مصنع شوا دينكو في قرية كانسو.

### رد فعل شوا دينكو
كان رد فعل شركة شوا دينكو على تفشي مرض نيجاتا ميناماتا مشابهًا للطريقة التي تعاطت بها تشيسو مع تفشي المرض في ميناماتا: من خلال محاولة تشويه سمعة الباحثين، وفي نفس الوقت طرح الفرضية الخاصة بهم. حيث أصدرت الشركة منشورات رفضت فيها أن تكون المياه العادمة الخاصة بها هي السبب وراء المرض، ورجحت أن السبب قد يكون «الانسياب الزراعي الكيماوي» الذي وصل إلى النهر بعد زلزال نيجاتا الذي وقع عام 1964.

### الدعاوى القضائية للمرضى
على عكس نظرائهم في مدينة ميناماتا، كان ضحايا المرض من السكان المقيمين في نطاق مصنع شوا دينكو يعيشون على بعد مسافة معقولة من المصنع، ولم يكن هناك شئ يربطهم بشكل خاص بالشركة. لهذا كان المجتمع المحلي أكثر دعمًا لمجموعات المرضى وتم رفع دعوى قضائية ضد الشركة في مارس من عام 1968، أي بعد ثلاثة أعوام فقط من الإعلان عن تفشي المرض في عام 1965. وهذا على عكس ما حدث في ميناماتا، حيث رفُعت القضية الأولى في عام 1969، أي بعد ثلاثة عشر عامًا من اكتشاف التفشي الأول للمرض.
وفي السادس والعشرين من سبتمبر عام 1968، أعلنت الحكومة النتائج الرسمية التي توصلت إليها بشأن سبب مرض نيجاتا ميناماتا. وجاء في التقرير أنه على الرغم من أن «ملابسات التسمم معقدة للغاية ومن الصعب إعادة استنساخها»، إلا أن الزئبق على الأرجح قد خرج من مصنع كانسو على مدى فترة طويلة من الزمن. ولكن التقرير لم يستبعد الأسباب الأخرى. وأصر رئيس شركة شوا دينكو ماساو يوسنشي على نفي أن تكون الشركة هي السبب وراء تفشي المرض.
وفي نهاية الأمر، نجحت الدعوى القضائية وأدانت المحكمة شركة شوا دينكو بتهمة الإهمال في التاسع والعشرين من مارس عام 1971. وحصلت أسر المتوفين والمرضى الذين أصيبوا بأمراض خلقية على مبلغ عشرة ملايين ين ياباني، وحصل الناجون من المرضى على مبلغ يتراوح بين مليون ين ياباني وعشرة ملايين ين ياباني بحسب الأعراض الظاهرة عليهم، وحصل الذين تعرضوا للتلوث بالزئبق على 400000 ين ياباني، بالإضافة إلى 300000 ين ياباني للسيدات الحوامل الذين طُلب منهم إجراء إجهاض لوجود خطر على الأجنة.
وشهد أحد أفراد أسرة أحد المرضى المتوفين في المحكمة قائلاً: «جُن والدي تمامًا، وأصبح مثل وحش بري، وتوفي بعد أن تعذب من الألم... كأنه كلب.»
وحفزَّت الأحداث التي وقعت في في نيجاتا على حدوث تغيير في ردة الفعل على حادث ميناماتا الأول. حيث أوجبت الأبحاث العلمية التي أجريت في نيجاتا إعادة فحص الأبحاث التي تمت في ميناماتا، كما سمح قرار مرضى نيجاتا بمقاضاة الشركة المتسببة في التلوث لمرضى ميناماتا بالتفكير في اتخاذ ردة فعل مماثلة. وقال ماسازومي هارادا «قد يبدو الأمر غريبًا، ولكن لو لم يحدث التفشي الثاني من مرض ميناماتا، لكان التقدم الطبي والاجتماعي الذي تحقق إلى الآن في كوماموتو...سيغدو مستحيلاً.»